# Höstvägstekel
Höstvägstekel (Priocnemis exaltata) är en stekelart som först beskrevs av Fabricius 1775.  Höstvägstekel ingår i släktet sågbenvägsteklar, och familjen vägsteklar. Arten är reproducerande i Sverige.